# 曽鳳韶
曽鳳韶（そう ほうしょう、1375年 - 1402年）は明初の官僚。江西行省吉安府廬陵県（現在の江西省吉安市吉安県）の人。壬午殉難に際して自害した。諡は忠毅（ちゅうき）。

## 生涯
洪武30年（1397年）の春に、榜二甲第十三名の進士となった。建文年間には監察御史となった。燕王朱棣（のちの永楽帝。建文帝の叔父にあたる）が建文帝に謁見した時、皇帝だけが通ってよい道を歩いた上、建文帝に対する拝礼もしなかった。誰もが朱棣を恐れて何も言わない中、曽鳳韶だけが「たとえ叔父甥の間柄であっても、殿上にあって君臣の礼を弁えぬことは不敬にございます」と非難した。
朱棣が靖難の変を起こすと、建文帝側は朱棣に対し、兵を収めて燕に戻るようにという書状を送ろうとした。皆が尻込みする中、曽鳳韶ただ一人が勇敢にも使者の役目に志願した。
1402年、靖難の変は朱棣側の勝利に終わった。彼は永楽帝として即位すると、直言の士である曽鳳韶を召し抱えたいと思い、元の職位を保証して召し出したが、曽鳳韶は応じなかった。そこで永楽帝は、御史よりも高い官位である侍郎に就任させることを提案した。断りきれないと悟った曽鳳韶は、建文帝への忠義を服の襟に血書し、衣服を取り替えないよう妻子に命じた上で自害した。享年29。妻の李氏も後を追った。
南明の弘光帝によって、忠毅と諡された。